# Nazareno Bazán
Nazareno Daniel Beltrán Vera, noto semplicemente come Nazareno Bazán (Buenos Aires, 8 marzo 1999), è un calciatore argentino, attaccante dell'Almirante Brown.

## Carriera
Cresciuto nel settore giovanile del Vélez Sarsfield, ha esordito in prima squadra il 4 dicembre 2017 disputando l'incontro di Primera División pareggiato 0-0 contro il Lanús.